# Bandolero (banda)
Bandolero é um grupo musical francês formado em 1983 pelos irmãos Perez (Carlos e José) e Gilles Boulzak, cujo gerente é Alexis Quinlin.
A banda é conhecida principalmente pelo seu single de sucesso, Paris Latino lançado em 1983.

## Membros
- Carlos Pérez
- José Pérez
- Jill Merme-Bourezak

## Discografia

### Singles
- 1983: Paris Latino
- 1984: Cocoloco
- 1985: Conquistador
- 1988: Bagatelle
- 1989: Rêves noirs